# 라이드엔진
(주)라이드소프트 강태훈 대표에 의해 2005년부터 개발된 국산 게임엔진이며, (주)엘엔케이로직코리아의 PC 온라인 게임인 '붉은보석2'에 사용된 엔진이다.
라이드엔진(RYDEengine)은 3D 게임 개발에 필요한 지형 렌더링, 캐릭터 애니메이션, 파티클 렌더링 기능을 제공하며,
Map Editor, Model Editor, Particle Editor, 그리고 그래픽 파일 출력 용 Plug-in을 제공한다.
특징으로는 MMORPG에 사용할 수 있는 실시간 LOD 기반 지형 렌더링 기능이 있다.